# Maider Unda Gonzalez de Audikana

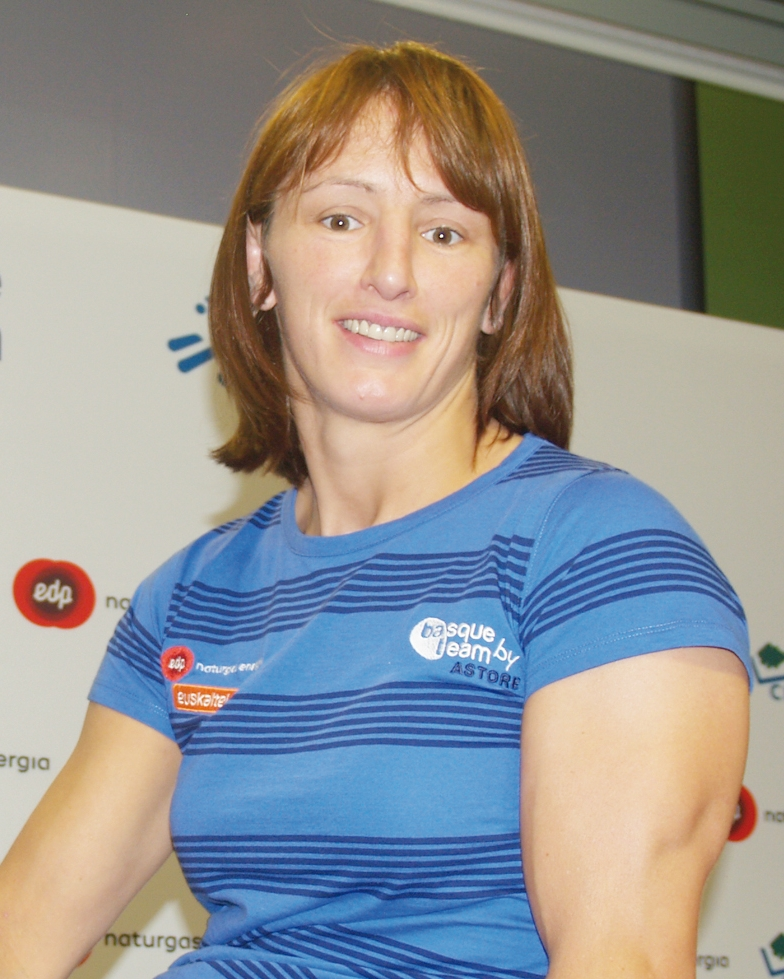
Maider Unda Gonzalez de Audikana

Maider Unda Gonzalez de Audikana (* 2. Juli 1977 in Vitoria-Gasteiz) ist eine spanische Ringerin. Sie gewann bisher bei Welt- und Europameisterschaften drei Medaillen.

## Werdegang
Maider Unda Gonzalez de Audikana ist Baskin. Sie begann als Jugendliche in Otxandio mit 9 Jahren mit Sambo. Erst im Alter von 21 Jahren wechselte sie im Jahre 1998 zum Ringen. Sie wurde dazu Mitglied des Ringersportvereins Escuela Alavesa de Lucha Vitoria. Seit 1998 ist Luis Crespa ihr Trainer. Die 1,77 Meter große Athletin wurde in ihrer sportlichen Entwicklung mehrere Male durch schwere Verletzungen zurückgeworfen (in den Jahren 2001, 2003, 2004 und 2011). Trotzdem blieb sie beim Ringen und entwickelte sich durch einen enormen Trainingsfleiß so weit, dass sie sogar Medaillengewinnerin bei Welt- und Europameisterinnen werden konnte. Maider, die den Beruf eines Elektrikers erlernt hatte, lebt jetzt in Olaeta bei Aramaiona und betreibt Viehzucht, hier besonders Schafzucht. Dabei spezialisierte sie sich auf die Herstellung von Käse.
In den Jahren von 2000 bis 2012 gewann sie zwölfmal den spanischen Meistertitel bei den Frauen. Lediglich 2011 wurde sie nicht spanische Meisterin, weil sie in diesem Jahr bei dieser Meisterschaft wegen einer Verletzung nicht starten konnte.
Ihre internationale Karriere startete sie bei der Weltmeisterschaft in Sofia. Sie belegte dort in der Gewichtsklasse bis 75 kg den 12. Platz. Bei der Europameisterschaft 2001 in Budapest landete sie in der Gewichtsklasse bis 68 kg ihren ersten Sieg bei einer internationalen Meisterschaft. Sie gewann über die Türkin Najla Salihoglu nach Punkten. Im gleichen Jahr gewann sie in derselben Gewichtsklasse bei den Mittelmeer-Spielen in Tunis hinter Lise Legrand, Frankreich und Yousia Magdy aus Ägypten eine Bronzemedaille.
In den folgenden Jahren startete Maider Unda Gonzalez de Audikana dann regelmäßig bei den Welt- und Europameisterschaften. Die beste Platzierung, die sie dabei zunächst erreichte war ein 5. Platz bei der Europameisterschaft 2002 in Seinäjoki/Finnland. Sie unterlag dort u. a. auch der Deutschen Nina Englich nach Punkten. Die Qualifikation für die Olympischen Spiele 2004 in Athen schaffte sie nicht. 2007 erreichte sie bei der Weltmeisterschaft in Baku in der Gewichtsklasse bis 72 kg einen hervorragenden 5. Platz und verlor im Kampf um eine WM-Bronzemedaille nur knapp gegen die Russin Güsel Manjurowa. Mit dem 5. Platz erkämpfte sie sich aber die Startberechtigung bei den Olympischen Spielen 2008 in Peking.
In Peking konnte sie durchaus überzeugen und kam dort zu Siegen über Oksana Waschtschuk aus der Ukraine und Ohenewa Akuffo aus Kanada. Gegen Stanka Slatewa aus Bulgarien und gegen Agnieszka Wieszczek-Kordus aus Polen unterlag sie, belegte aber einen sehr guten 5. Platz.
Im Jahre 2009 gelang Maider dann bei der Weltmeisterschaft in Herning/Dänemark der erste Medaillengewinn bei einer internationalen Meisterschaft. Dabei besiegte sie Jelena Perepelkina aus Russland, Jenny Fransson aus Schweden und Marina Gastl aus Österreich. Bei der Europameisterschaft 2010 in Baku erkämpfte sie sich mit Siegen über Maria Louisa Vryoni aus Griechenland, Darija Iwanowa aus Aserbaidschan und Marina Gastl auch eine EM-Bronzemedaille. Bei der Weltmeisterschaft 2010 in Moskau verfehlte sie mit einem 5. Platz nur knapp die Medaillenränge. Den Kampf um eine der beiden Bronzemedaillen verlor sie knapp gegen die vielfache Weltmeisterin Kyoko Hamaguchi aus Japan.
Eine weitere Medaille gewann Maider Unda Gonzalez de Audikana dann bei der Europameisterschaft 2012 in Belgrad. Sie kam dort mit Siegen über Cynthia Vanessa Vescan aus Frankreich, Wassilissa Marsaljuk aus Belarus und Natalja Palamarchuk aus Aserbaidschan bei einer Niederlage gegen Maja Gunvor Erlandsen aus Norwegen auf den 3. Platz. Für die Teilnahme an den Olympischen Spielen 2012 in London vermochte sie sich erst im dritten Turnier in Helsinki, das sie vor Cynthia Vanessa Vescan aus Frankreich gewann, qualifizieren. In London war sie aber in hervorragender Form und kam mit Siegen über Ana Talia Betancourt, Kolumbien und Otschirbatyn Burmaa, Mongolei, einer Niederlage gegen Stanka Slatewa Christowa und einem Sieg über Wassilissa Marsaljuk, Belarus auf den dritten Platz und gewann damit eine olympische Bronzemedaille.

## Internationale Erfolge
| Jahr | Platz  | Wettbewerb                                       | Gewichtsklasse | Ergebnisse |
| 2000 | 12.    | WM in Sofia                                      | bis 75 kg      | Siegerin: Christine Nordhagen, Kanada vor Edita Witkowska, Polen und Kyoko Hamaguchi, Japan |
| 2001 | 8.     | EM in Budapest                                   | bis 68 kg      | nach einem Sieg über Nejla Salihoglu, Türkei und einer Niederlage gegen Nina Nilsen, Norwegen |
| 2001 | 6.     | Austrian-Lady-Open in Götzis                     | bis 68 kg      | Siegerin: Lise Legrand, Frankreich vor Monika Kowalska, Polen |
| 2001 | 3.     | Mittelmeer-Spiele in Tunis                       | bis 68 kg      | hinter Lise Legrand und Yousia Magdy, Ägypten |
| 2001 | 8.     | WM in Sofia                                      | bis 68 kg      | nach einer Niederlage gegen Christine Nordhagen und einem Sieg über Xiomara Guevara, Venezuela |
| 2002 | 4.     | Klippan-Lady-Open                                | bis 72 kg      | hinter Nina Englich, Deutschland, Monika Kowalska und Heidi Hannele Martti, Finnland |
| 2002 | 5.     | EM in Seinäjoki/Finnland                         | bis 72 kg      | nach einer Niederlage gegen Nina Englich, einem Sieg über Inga Cecillia Alenius, Schweden und Niederlagen gegen Katarzyna Juszczak, Polen und Swetlana Sajenko, Ukraine                                   |
| 2002 | 16.    | WM in Chalkida/Griechenland                      | bis 72 kg      | nach Niederlagen gegen Swetlana Martynenko, Russland und Kyoko Hamaguchi |
| 2004 | 2.     | FILA-Test-Turnier in Athen                       | bis 72 kg      | nach Siegen über Marina Gastl, Österreich, Fanny Gai, Frankreich und Swetlana Martynenko und einer Niederlage gegen Kyoko Hamaguchi                                                                       |
| 2004 | 19.    | Olympia-Qualif.-Turnier in Tunis                 | bis 72 kg      | Siegerin: Edita Witkowska vor Christine Nordhagen |
| 2004 | 7.     | Olympia-Qualif.-Turnier in Madrid                | bis 72 kg      | Siegerin: Marina Gastl vor Katarzyna Juszczak |
| 2005 | 8.     | EM in Warna                                      | bis 72 kg      | nach einer Niederlage gegen Agnieszka Wieszczek-Kordus |
| 2005 | 15.    | WM in Budapest                                   | bis 72 kg      | nach einer Niederlage gegen Swetlana Sajenko |
| 2006 | 2.     | Großer-Preis von Deutschland in Dormagen         | bis 72 kg      | hinter Anita Schätzle, Deutschland, vor Wassilissa Marsaljuk, Belarus und Anna Nikitinskaja, Russland |
| 2006 | 1.     | Austrian-Lady-Open in Götzis                     | bis 72 kg      | vor Marina Gastl und Wassilissa Marsaljuk |
| 2006 | 13.    | WM in Guangzhou                                  | bis 72 kg      | nach einer Niederlage gegen Swetlana Sajenko |
| 2007 | 16.    | EM in Sofia                                      | bis 72 kg      | nach einer Niederlage gegen Güzäl Mänürowa, Russland |
| 2007 | 3.     | Großer-Preis von Deutschland in Dormagen         | bis 72 kg      | hinter Darija Nasaraowa, Russland, vor Yan Hong, China und Anita Schätzle |
| 2007 | 5.     | WM in Baku                                       | bis 72 kg      | nach Siegen über Jana Panowa, Kirgisistan und Anna Maria Paic, Rumänien, einer Niederlage gegen Kristie Marano, USA, einem Sieg über Agnieszka Wieszczek-Kordus und einer Niederlage gegen Güzäl Mänürowa |
| 2008 | 2.     | Klippan-Lady-Open                                | bis 72 kg      | hinter Stanka Slatewa, vor Anna Wawrzycka und Agnieszka Wieszczek-Kordus, beide Polen |
| 2008 | 12.    | EM in Tampere                                    | bis 72 kg      | nach einer Niederlage gegen Jenny Fransson |
| 2008 | 1.     | Austrian-Lady-Open in Götzis                     | bis 72 kg      | vor Jaresmit Weffer, Venezuela und Marina Gastl |
| 2008 | 5.     | OS in Peking                                     | bis 72 kg      | nach einem Sieg über Oksana Waschtschuk, Ukraine, einer Niederlage gegen Stanka Slatewa, einem Sieg über Ohenewa Akuffo, Kanada und einer Niederlage gegen Agnieszka Wieszczek-Kordus                     |
| 2009 | 11.    | EM in Vilnius                                    | bis 72 kg      | nach einer Niederlage gegen Swetlana Sajenko |
| 2009 | 3.     | WM in Herning/Dänemark                           | bis 72 kg      | nach einem Sieg über Jelena Perepelkina, Russland, einer Niederlage gegen Otschirbatyn Burmaa, Mongolei und Siegen über Jenny Fransson und Marina Gastl                                                   |
| 2010 | 4.     | "Dave-Schultz"-Memorial Open in Colorado Springs | bis 72 kg      | hinter Li Dan, China, Iris Smith, USA und Ya Hong, China |
| 2010 | 9.     | Klippan-Lady-Open                                | bis 72 kg      | Siegerin: Stephany Lee, USA vor Emma Weberg, Schweden |
| 2010 | 3.     | EM in Baku                                       | bis 72 kg      | nach einem Sieg über Maria Louisa Vryoni, Griechenland, einer Niederlage gegen Jelena Bukina, Russland und Siegen über Darija Iwanowa, Aserbaidschan und Marina Gastl                                     |
| 2010 | 3.     | Austrian-Lady-Open in Götzis                     | bis 72 kg      | hinter Jenny Fransson und Swetlana Sajenko |
| 2010 | 5.     | WM in Moskau                                     | bis 72 kg      | nach einem Sieg über D. Suarez Rivera, Puerto Rico, einer Niederlage gegen Ohunewa Akuffo, Siegen über Sumrud Gurbanhadschijewa, Aserbaidschan und Li Dan und einer Niederlage gegen Kyoko Hamaguchi      |
| 2011 | 25.    | WM in Istanbul                                   | bis 72 kg      | nach einer Niederlage gegen Cynthia Vanessa Vescan, Frankreich |
| 2012 | 3.     | "Dan Kolow & Nikola Petrow"-Memorial in Sofia    | bis 72 kg      | hinter Stanka Slatewa und Jenny Fransson |
| 2012 | 2.     | Golden-Grand-Prix in Klippan                     | bis 72 kg      | hinter Natalja Worobjowa, Russland, vor Sheherazade Bentorki, Frankreich und Jenny Fransson |
| 2012 | 3.     | EM in Belgrad                                    | bis 72 kg      | nach Siegen über Cynthia Vanessa Vescan und Wassilissa Marsaljuk, einer Niederlage gegen Maja Gunvor Erlandsen, Norwegen und einem Sieg über Natalja Palamarchuk, Aserbaidschan                           |
| 2012 | 3.     | Olympia-Qualif.-Turnier in Sofia                 | bis 72 kg      | hinter Jenny Fransson und Katerina Burmistrowa |
| 2012 | 9.     | Olympia-Qualif.-Turnier in Taiyuan/China         | bis 72 kg      | Siegerin: Otschirbatyn Burmaa vor Swetlana Sajenko, Moldawien |
| 2012 | 1.     | Olympia-Qualif.-Turnier in Helsinki              | bis 72 kg      | vor Cynthia Vanessa Vescan und Mae Epp, Estland |
| 2012 | 3.     | Austrian-Lady-Open in Götzis                     | bis 72 kg      | hinter Leah Callahan, Kanada und Jenny Fransson |
| 2012 | 3.     | Großer Preis von Spanien in Madrid               | bis 72 kg      | hinter Stanka Slatewa Christowa und Laure Annabel Ali, Kamerun |
| 2012 | Bronze | OS in London                                     | bis 72 kg      | nach Siegen über Ana Talia Betancourt, Kolumbien und Otschirbatyn Burmaa, einer Niederlage gegen Stanka Slatewa Christowa und einem Sieg über Wassilissa Marsaljuk                                        |
| 2013 | 3.     | Golden-Grand-Prix in Klippan                     | bis 72 kg      | hinter Natalja Worobjowa und Marina Gastl |

## Spanische Meisterschaften
Maider Unda Gonzalez de Audikana gewann in den Jahren von 2000 bis 2010 und im Jahre 2012 zwölfmal den Titel einer spanischen Meisterin. Im Jahre 2011 fehlte sie wegen einer Verletzung.

## Erläuterungen
- alle Wettbewerbe im freien Stil
- =S = Olympische Spiele, WM = Weltmeisterschaften, EM = Europameisterschaften